# Велоспорт на летних Олимпийских играх 1904 — 1 миля
Соревнования по велоспорту на дистанции 1 милю среди мужчин на летних Олимпийских играх 1904 прошли 5 августа. Приняли участие восемь спортсменов из одной страны — Соединённых Штатов Америки.

## Призёры
| Золото           | Серебро            | Бронза               |
| Маркус Харли США | Бартон Даунинг США | Тедди Биллингтон США |

## Соревнование

### Полуфинал
| Место | Спортсмен            | Результат  |
| ----- | -------------------- | ---------- |
| 1     | Маркус Харли (USA)   | 2:34,2     |
| 2     | Оскар Гёрке (USA)    | Неизвестен |
| 3     | Чарльз Шли (USA)     | Неизвестен |
| —     | Джоэль Мак-Кри (USA) | DNF        |

| Место | Спортсмен              | Результат  |
| ----- | ---------------------- | ---------- |
| 1     | Бартон Даунинг (USA)   | 2:33.0     |
| 2     | Тедди Биллингтон (USA) | Неизвестен |
| 3     | Джордж Уайли (USA)     | Неизвестен |
| 4     | Энтони Уильямсон (USA) | Неизвестен |

### Финал
| Место | Спортсмен              | Результат  |
| ----- | ---------------------- | ---------- |
| 1     | Маркус Харли (USA)     | 2:41,6     |
| 2     | Бартон Даунинг (USA)   | Неизвестен |
| 3     | Тедди Биллингтон (USA) | Неизвестен |
| 4     | Оскар Гёрке (USA)      | Неизвестен |